# سوق الجديد
السوق الجديدة وهي السوق المجاورة لجامع صاحب الطابع في ساحة الحلفاوين أنشأها يوسف صاحب الطابع ليصرف ريعها على الجامع وهي معاصرة للجامع المذكور.

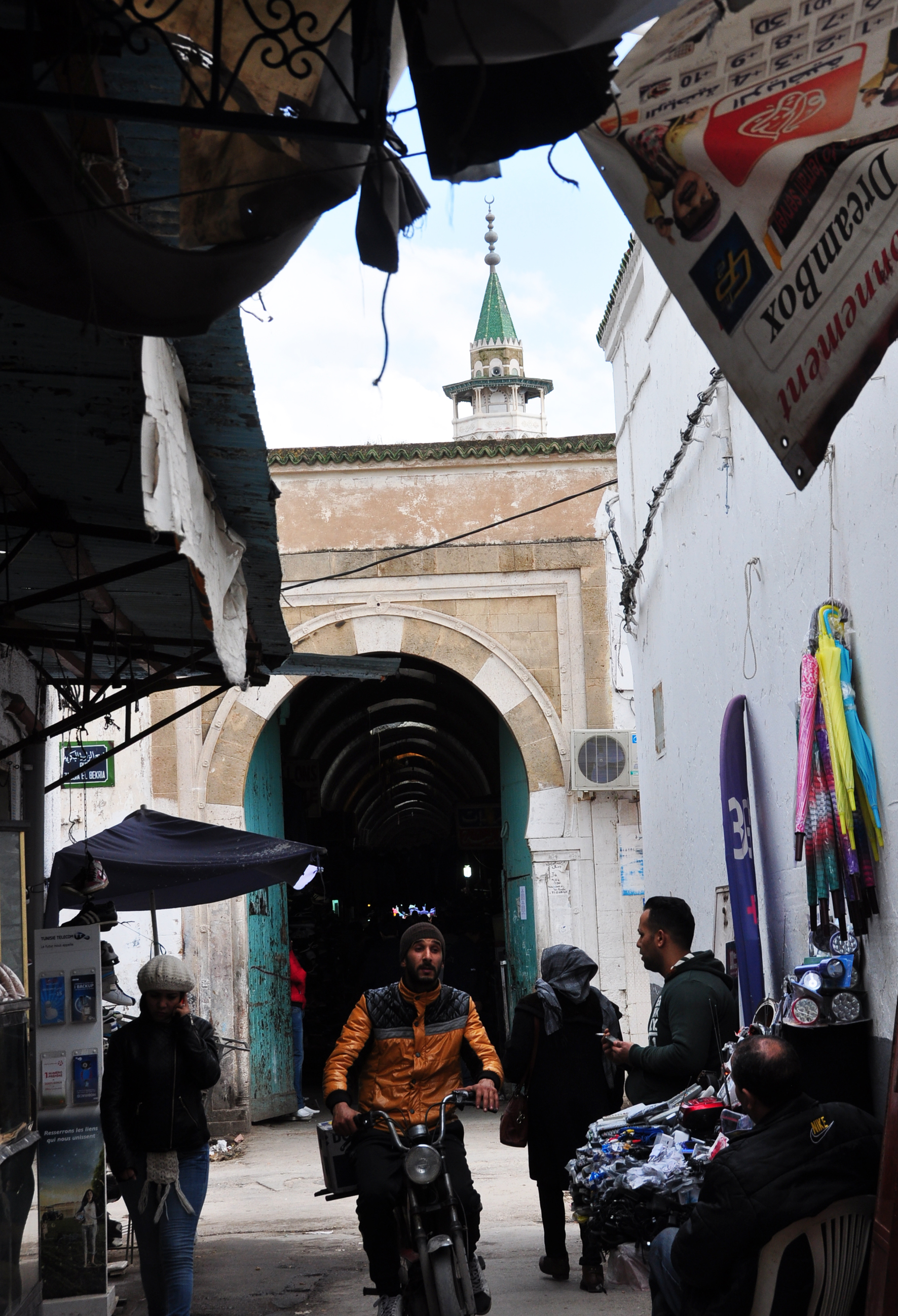
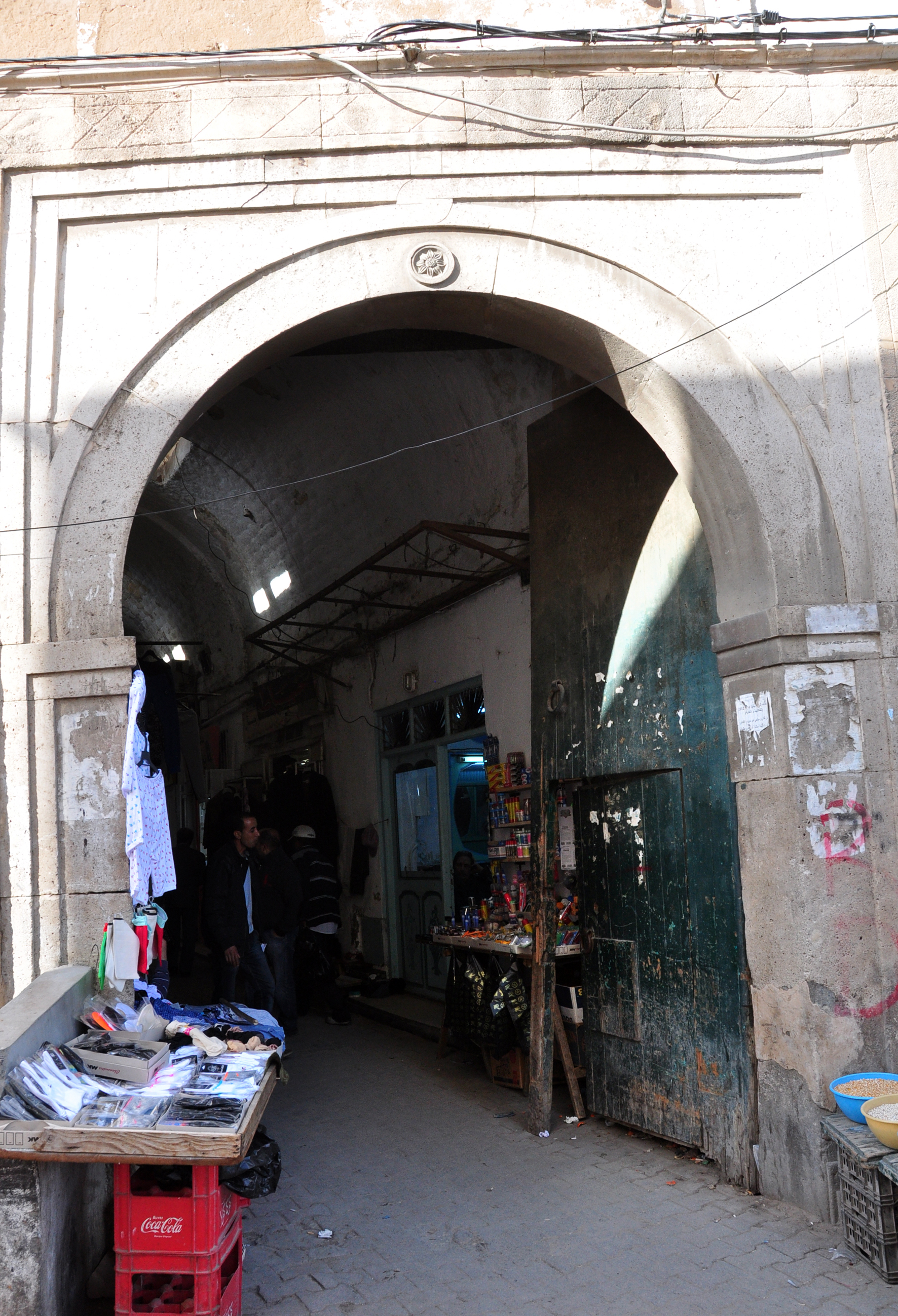
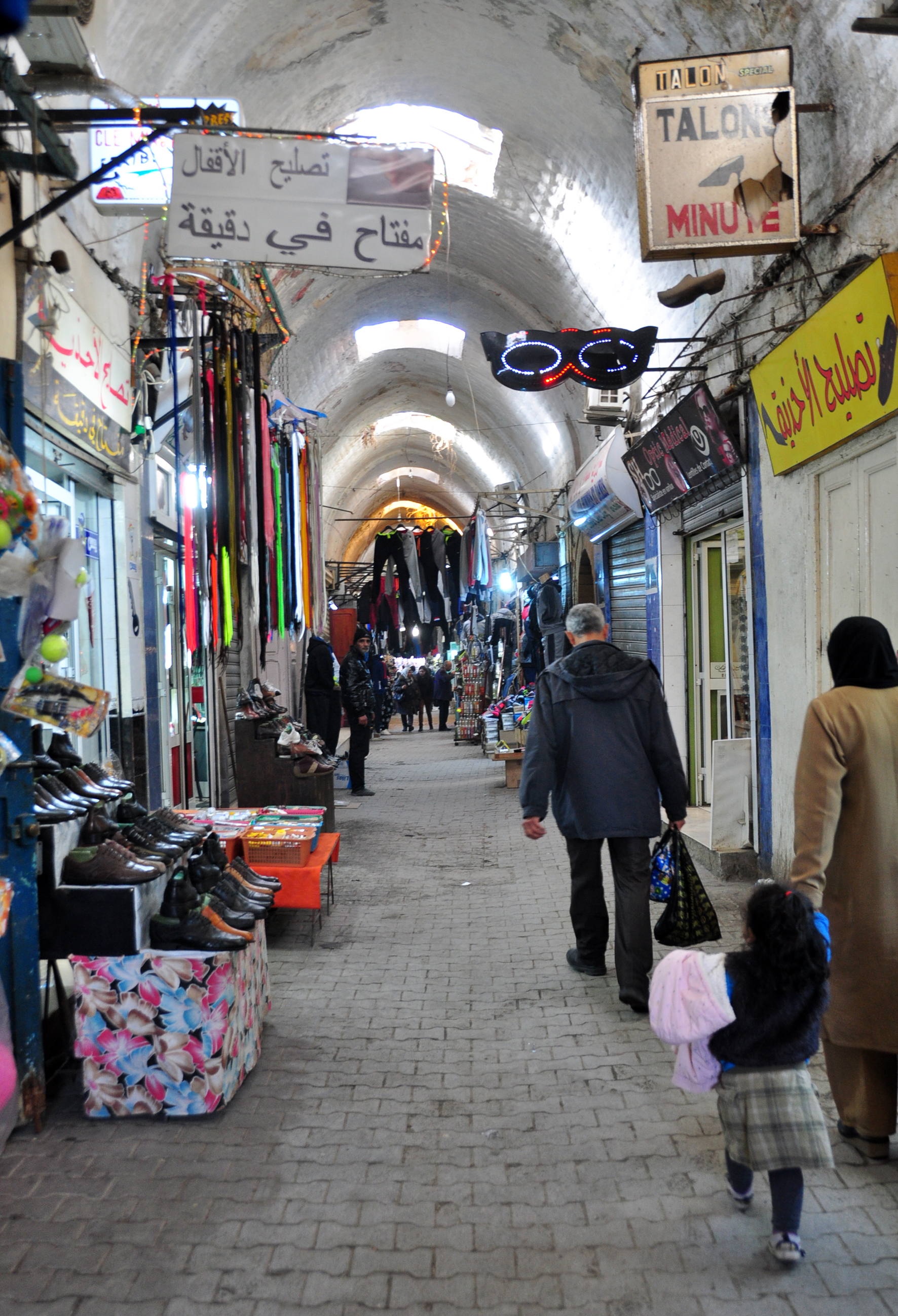
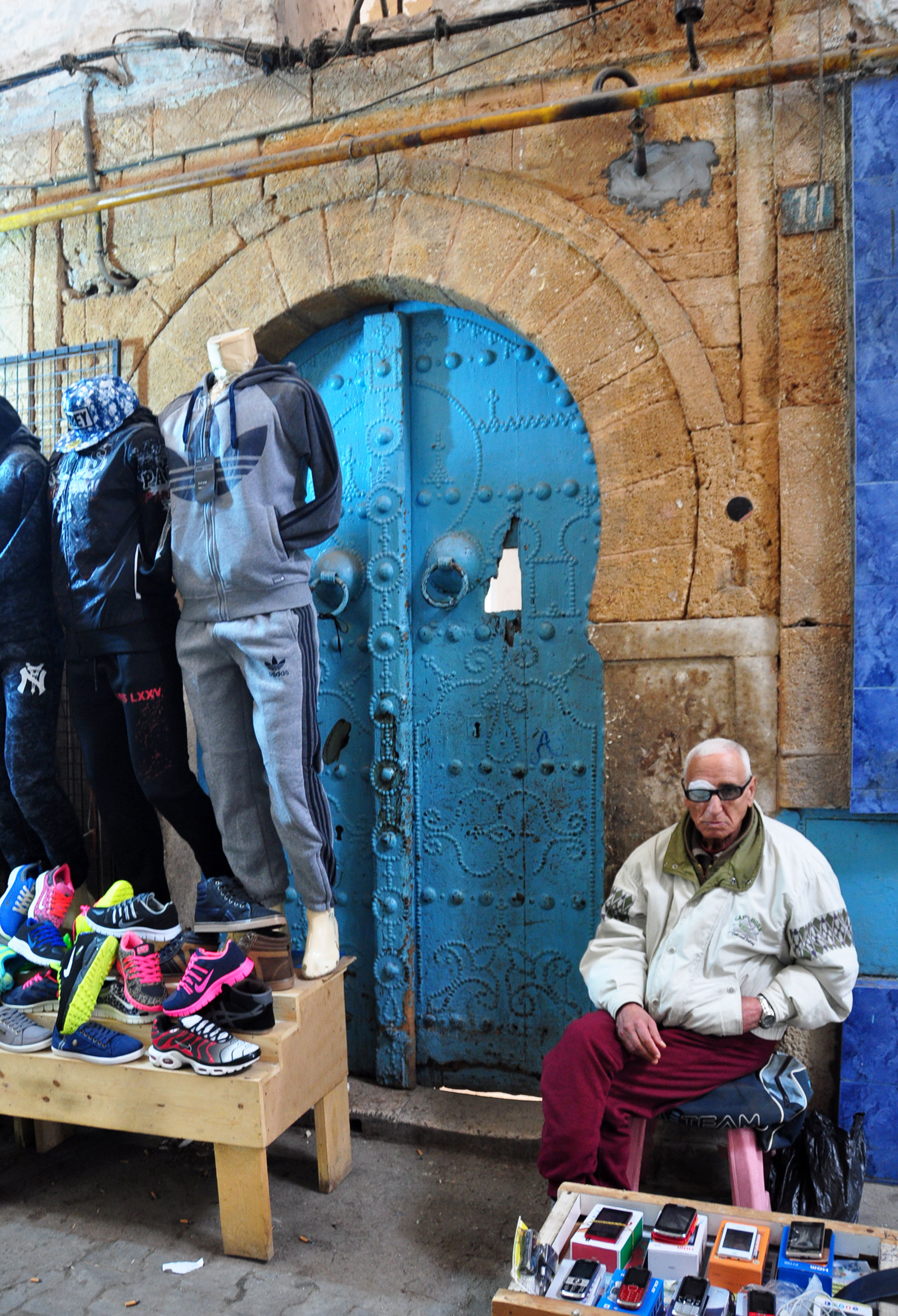
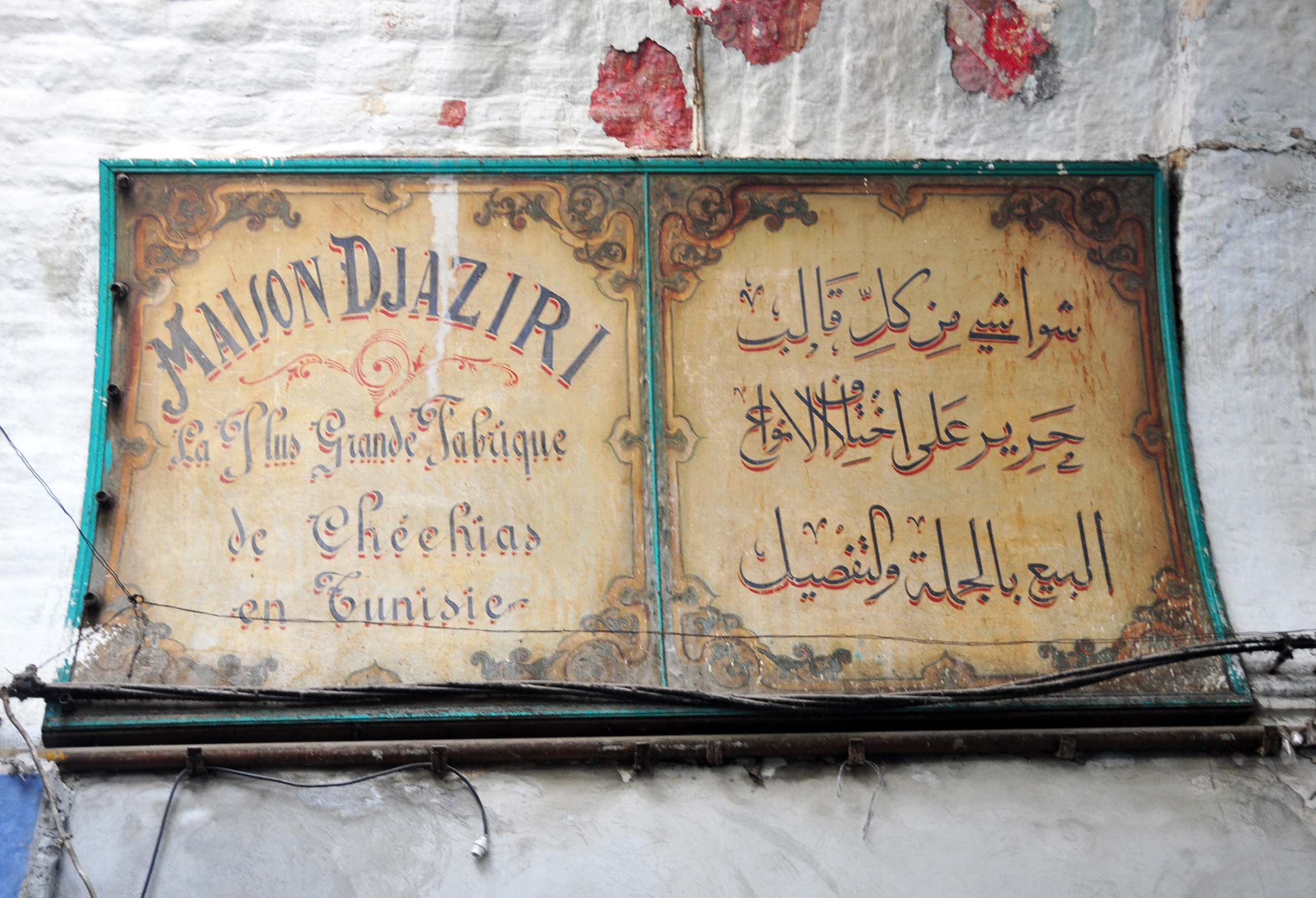
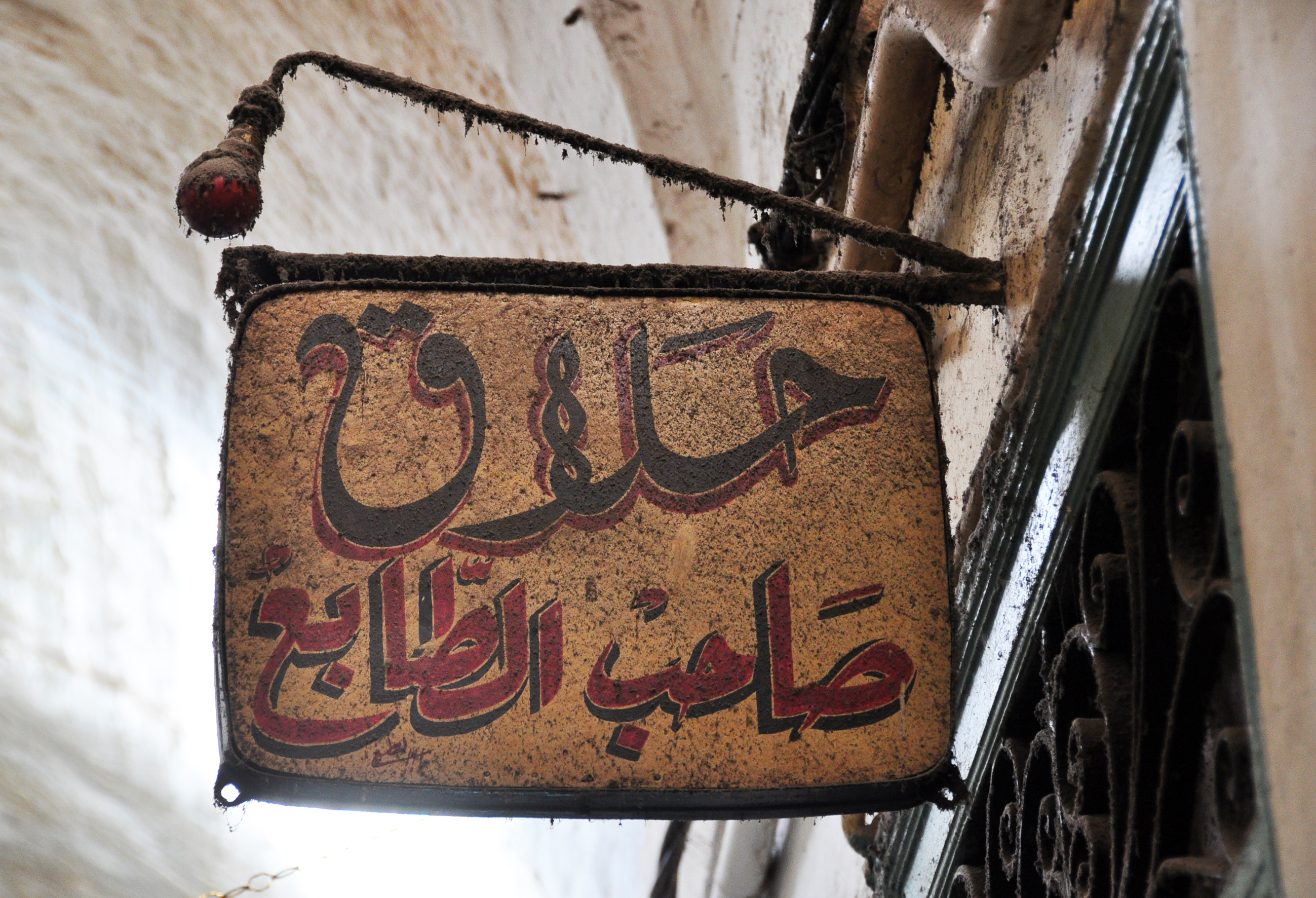
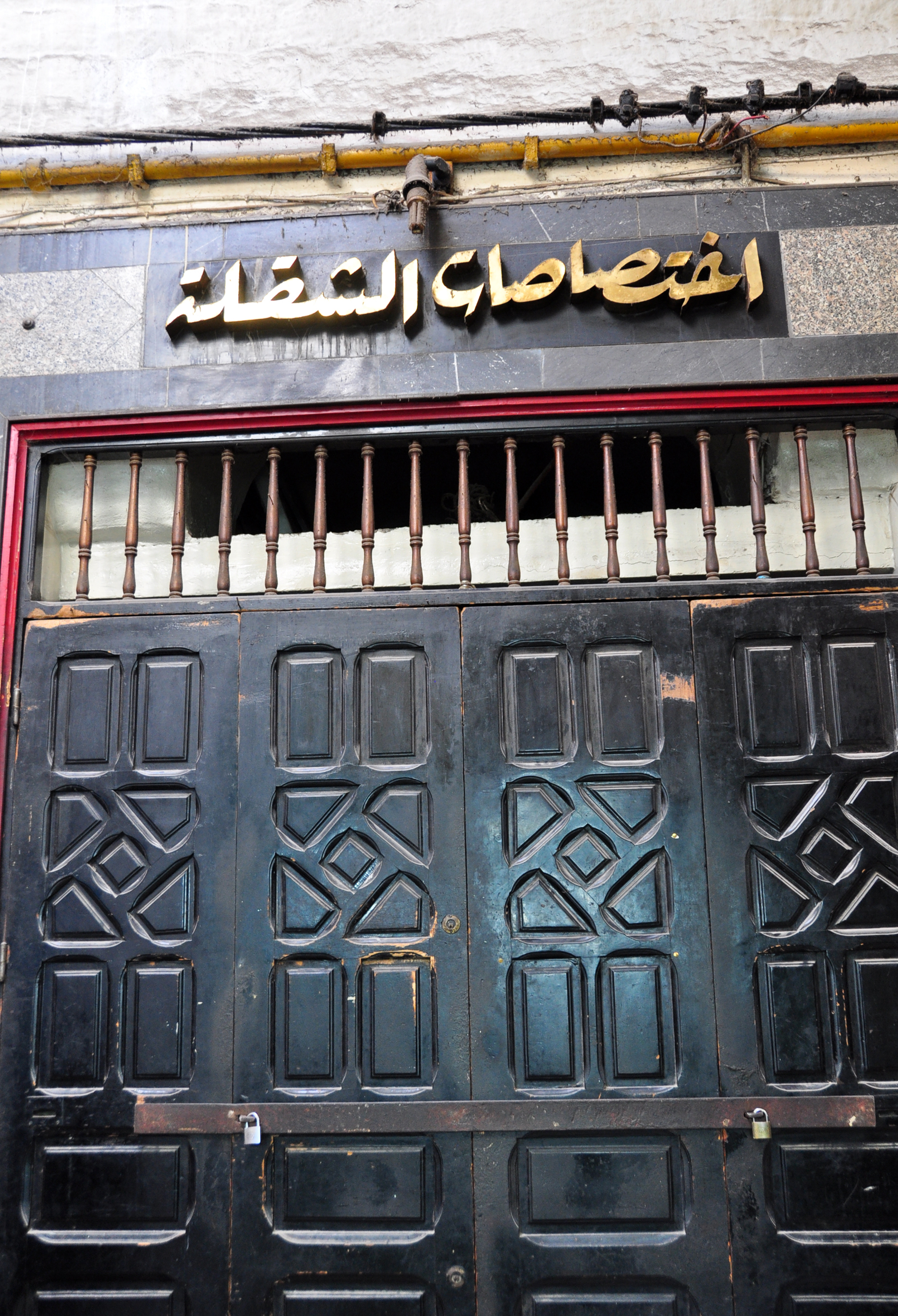